# 泉州府志
《泉州府志》始由南宋嘉定（1208年－1224年）年間所起筆編撰的，起筆編撰者一說為知州程卓主持，李芳子所修編。另一說為南宋慶元五年（1199年）至嘉泰元年（1201年），知州劉穎及戴溪一起編撰的。
內容主要記載泉州並及閩南一帶的歷史沿革及政軍民情風俗，以官方角度筆撰。從南宋嘉定淳祐年間起至清同治年間止至今已有九個版本。2003年點校乾隆版，共77卷，160多萬字。

## 刊本
《泉州府志》至今計有九個版本如下:
1. 南宋嘉定(1208年—1224年)《清源志》，7卷。
2. 南宋淳祐十年(1250年)《清源志》，12卷。
3. 元至正十一年(1351年)《清源续志》，20卷，元吴鉴撰。
4. 明嘉靖四年(1525年)《泉州府志》，26卷(類14、綱17)，晉江史于光著。
5. 明隆慶二年(1568年)《泉州府志》，22卷(8志)，和州萬慶[註 2]修，晉江黄光升著。
6. 明萬曆四十年(1612年)《泉州府志》，24卷，知府陽思謙修，晉江黃鳳翔類編，晉江林學曾等同編。
7. 清乾隆二十八年(1763年)《泉州府志》，76卷，首1卷(目46)，滿洲懷蔭布修[註 3]，永福黄任[註 4]、晉江郭賡武同纂。
8. 清同治八年(1869年)重印《泉州府志》，76卷，首1卷。
9. 2003年，“泉州市地方志编纂委員會”點校（乾隆版）《泉州府志》，77卷。

## 外部連結
- 泉州歷史網
- 中央研究院漢籍電子文獻 （页面存档备份，存于）
- 中央研究院歷史語言研究所 （页面存档备份，存于）